# حنا نيلسون
حنا نيلسون هي دراجة سويدية، ولدت في 16 فبراير 1992 في كريستيانستاد في السويد.

## وصلات خارجية
- حنا نيلسون على موقع الاتحاد الدولي للدراجات (الإنجليزية)
- حنا نيلسون على موقع أرشيف الدراجات (الإنجليزية)
- حنا نيلسون على موقع إحصائيات الدراجات الإحترافية (الإنجليزية)
- حنا نيلسون على موقع نسبة الدراجات (الإنجليزية)